# Amazilia cyanura
Amazilia cyanura е вид птица от семейство Колиброви (Trochilidae).

## Разпространение
Видът е разпространен в Гватемала, Коста Рика, Мексико, Никарагуа, Салвадор и Хондурас.